# أسفل الذراع (يهر)

تعديل مصدري - تعديل

اسفل الذراع هي إحدى قرى عزلة يهر بمديرية يهر التابعة لمحافظة لحج، بلغ تعداد سكانها 202 نسمة حسب تعداد اليمن لعام 2004.